# Fredede bygninger i Halsnæs Kommune
Denne liste over fredede bygninger i Halsnæs Kommune viser alle fredede bygninger i Halsnæs Kommune, bortset fra kirker. Listen bygger på data fra Kulturarvsstyrelsen.
| Sagsnavn                         | Komplekstype             | Opførelsesår | Adresse                             | Koordinater                                   | Fredningsår (1. fredning) | ID (Link til Kulturarv.dk) | Billede     |
| -------------------------------- | ------------------------ | ------------ | ----------------------------------- | --------------------------------------------- | ------------------------- | -------------------------- | ----------- |
| Arresødal Kaserne                | Tidligere kasernebygning | 1877         | Arresødalvej 99, 3300 Frederiksværk | 55°58′34″N 12°01′59″Ø / 55.97610°N 12.03295°Ø |                           | 260-509-1                  | Upload foto |
| Arresødal, Frederik VI's vagthus |                          | 1810         | Arresødalvej 65, 3300 Frederiksværk | 55°58′42″N 12°01′57″Ø / 55.97820°N 12.03239°Ø |                           | 260-507-32                 | Upload foto |
| Birkely                          |                          | 1856         | Hillerødvej 115, 3300 Frederiksværk | 55°56′40″N 12°03′08″Ø / 55.94456°N 12.05227°Ø |                           | 260-3846-1                 | Upload foto |
| Birkely                          |                          | 1856         | Hillerødvej 115, 3300 Frederiksværk | 55°56′40″N 12°03′08″Ø / 55.94456°N 12.05227°Ø |                           | 260-3846-2                 | Upload foto |
| Birkely                          |                          | 1856         | Hillerødvej 115, 3300 Frederiksværk | 55°56′40″N 12°03′08″Ø / 55.94456°N 12.05227°Ø |                           | 260-3846-3                 | Upload foto |
| Birkely                          |                          | 1856         | Hillerødvej 115, 3300 Frederiksværk | 55°56′40″N 12°03′08″Ø / 55.94456°N 12.05227°Ø |                           | 260-3846-4                 | Upload foto |
| Birkely                          |                          | 1856         | Hillerødvej 115, 3300 Frederiksværk | 55°56′40″N 12°03′08″Ø / 55.94456°N 12.05227°Ø |                           | 260-3846-5                 | Upload foto |
| Grønnæssegård                    |                          | 1888         | Amtsvejen 280A, 3390 Hundested      | 55°57′13″N 11°55′21″Ø / 55.95351°N 11.92245°Ø |                           | 260-15723-1                | Upload foto |
| Grønnæssegård                    |                          | 1926         | Amtsvejen 280A, 3390 Hundested      | 55°57′13″N 11°55′21″Ø / 55.95351°N 11.92245°Ø |                           | 260-15723-5                | Upload foto |
| Grønnæssegård                    |                          | 1777         | Amtsvejen 280A, 3390 Hundested      | 55°57′13″N 11°55′21″Ø / 55.95351°N 11.92245°Ø |                           | 260-15723-6                | Upload foto |
| Grønnæssegård                    |                          | 1926         | Amtsvejen 280A, 3390 Hundested      | 55°57′13″N 11°55′21″Ø / 55.95351°N 11.92245°Ø |                           | 260-15723-7                | Upload foto |
| Grønnæssegård                    |                          | 1926         | Amtsvejen 280A, 3390 Hundested      | 55°57′13″N 11°55′21″Ø / 55.95351°N 11.92245°Ø |                           | 260-15723-8                | Upload foto |
| Grønnæssegård                    |                          | 1930         | Amtsvejen 280A, 3390 Hundested      | 55°57′13″N 11°55′21″Ø / 55.95351°N 11.92245°Ø |                           | 260-15723-9                | Upload foto |
| Grønnæssegård                    |                          | 1930         | Amtsvejen 280A, 3390 Hundested      | 55°57′13″N 11°55′21″Ø / 55.95351°N 11.92245°Ø |                           | 260-15723-10               | Upload foto |
| Grønnæssegård                    |                          | 1930         | Amtsvejen 280A, 3390 Hundested      | 55°57′13″N 11°55′21″Ø / 55.95351°N 11.92245°Ø |                           | 260-15723-26               | Upload foto |
| Grønnæssegård                    |                          | 1930         | Amtsvejen 280C, 3390 Hundested      | 55°57′12″N 11°55′22″Ø / 55.95347°N 11.92267°Ø |                           | 260-15723-2                | Upload foto |
| Hotel Frederiksværk              |                          | 1805         | Torvet 6C, 3300 Frederiksværk       | 55°58′19″N 12°01′23″Ø / 55.97201°N 12.02315°Ø |                           | 260-10458-1                | Upload foto |
| Melby Kirkelade                  |                          | 1677         | Tollerupvej 2, 3370 Melby           | 55°59′44″N 11°58′09″Ø / 55.99565°N 11.96913°Ø |                           | 260-12176-2                | Upload foto |
| Strandgade 12                    |                          | 1763         | Strandgade 12, 3300 Frederiksværk   | 55°58′21″N 12°01′05″Ø / 55.97252°N 12.01819°Ø |                           | 260-9702-1                 | Upload foto |
| Strandgade 20                    |                          | 1763         | Strandgade 20, 3300 Frederiksværk   | 55°58′20″N 12°01′00″Ø / 55.97231°N 12.01679°Ø |                           | 260-9709-1                 | Upload foto |
| Strandgade 22                    |                          | 1754         | Strandgade 22, 3300 Frederiksværk   | 55°58′20″N 12°01′00″Ø / 55.97228°N 12.01660°Ø |                           | 260-9711-1                 | Upload foto |
| Torvet 1                         |                          | 1790         | Torvet 1, 3300 Frederiksværk        | 55°58′19″N 12°01′19″Ø / 55.97206°N 12.02207°Ø |                           | 260-10454-1                | Upload foto |